# Hohenlobbese (Görzke)
Hohenlobbese ist ein Ortsteil der Gemeinde Görzke im Landkreis Potsdam-Mittelmark in Brandenburg.

## Geographische Lage
Hohenlobbese liegt westlich des Gemeindezentrums; seine westliche Grenze ist zugleich die Grenze zu Sachsen-Anhalt. Im Norden befindet sich die Gemeinde Buckautal, im Osten das Gemeindezentrum sowie im Süden die Gemeinde Wiesenburg/Mark. Der überwiegende Teil der Gemarkung ist bewaldet oder wird landwirtschaftlich genutzt. Im östlichen Teil befindet sich der Gemeindeteil Wutzow, der seit 2002 als Teil des Ortsteils Hohenlobbese zu Görzke gehört.

## Geschichte
Der von Slawen gegründet Ort wurde im Jahr 975 erstmals urkundlich erwähnt. Er war über viele Jahrhunderte im Besitz derer von Schierstedt, die damit auch das Kirchenpatronat innehielten. Auf ihre Initiative hin errichteten Handwerker im 13. Jahrhundert eine Feldsteinkirche, die 1696 erneuert und ein Jahr später eine neue Kirchenausstattung erhielt. Anfang des 18. Jahrhunderts gaben sie die Bewirtung der landwirtschaftlichen Flächen auf und verpachteten das Gut, darunter 1721 an den Amtmann Werner Honig sowie 1786 an den Amtmann Romler. Im Ort existierte zu dieser Zeit nur ein Schmied. Die Einwohner besserten ihren Lebensunterhalt durch Leineweberei im Nebenberuf auf. 1908 gründete sich eine Freiwillige Feuerwehr. Nach dem Ende des Zweiten Weltkrieges stieg die Anzahl der Einwohner im Jahr 1945 durch Umsiedler mit 485 Einwohnern auf einen vorläufigen Höhepunkt.  Zur Zeit der DDR befand sich im Ort eine Produktionsstätte des VEB Kleinlederwaren Belzig (Kombinat Industriewaren Rathenow).
Im Zuge der Gebietsreform im Jahr 2002 kam Hohenlobbese sowie der Gemeindeteil Wutzow zu Görzke.

## Sehenswürdigkeiten und Kultur
- Die Dorfkirche Hohenlobbese ist eine Feldsteinkirche aus der ersten Hälfte des 13. Jahrhunderts. Die Kirchenausstattung stammt aus der Zeit um 1697.
- Überregional bekannt ist der Ort durch seine zahlreichen Freiluftkonzerte.

## Wirtschaft und Infrastruktur

### Wirtschaft
Der Ort ist im Wesentlichen von der Landwirtschaft geprägt, darunter eine Fischfarm. Ein Lebensmittelgeschäft und eine Gaststätte dienen der Versorgung der Bevölkerung.

### Verkehr
Die Dorfstraße führt in West-Ost-Richtung als einzige Verbindung durch den Ort. In westlicher Richtung endet sie am Truppenübungsplatz Altengrabow. Die Buslinien 588 und 593 des VBB verbinden Hohenlobbese mit Ziesar und Bad Belzig.